# Яново (Ломжинский повет)
Яново (пол. Janowo) — деревня в Ломжинском повете Подляского воеводства Польши. Входит в состав гмины Ломжа. По данным переписи 2011 года, в деревне проживало 182 человека.

## География
Деревня расположена на северо-востоке Польши, на расстоянии приблизительно 4 километров к западу от города Ломжа, административного центра повета. Абсолютная высота — 120 метров над уровнем моря. Через Яново проходит национальная автодорога 61.

## История
Согласно «Списку населенных мест Ломжинской губернии», в 1906 году в деревне Яново проживал 181 человек (89 мужчин и 92 женщины). В конфессиональном отношении всё население деревни исповедовало католицизм. В административном отношении деревня входила в состав гмины Куписки Ломжинского уезда.
В период с 1975 по 1998 годы деревня являлась частью Ломжинского воеводства.